# Camera Obscuras diskografi
Det här är en diskografi för det skotska indiepopbandet Camera Obscura. Den omfattar fyra studioalbum, ett minialbum och 15 singlar. Därutöver har 11 musikvideor producerats, varav nästan alla i regi av Blair Young.

## Album

### Studioalbum
| 2001                                                                | Biggest Bluest Hi-Fi - Släppt: 12 november 2001 - Skivbolag: Andmoresound (and 17) - Format: LP, CD - Återutgiven 2002 på Elefant Records (ER-1090) - Återutgiven 2004 på Merge Records (MRG256) | —   | —  | —   |
| 2003                                                                | Underachievers Please Try Harder - Släppt: 1 september 2003 - Skivbolag: Elefant Records (ER-1104) - Format: LP, CD, digital nedladdning                                                         | —   | —  | —   |
| 2006                                                                | Let's Get Out of This Country - Släppt: 5 juni 2006 - Skivbolag: Elefant Records (ER-1123) - Format: LP, CD, digital nedladdning                                                                 | 125 | —  | —   |
| 2009                                                                | My Maudlin Career - Släppt: 20 april 2009 - Skivbolag: 4AD (CAD 2907) - Format: LP, CD, digital nedladdning                                                                                      | 32  | 37 | 87  |
| 2013                                                                | Desire Lines - Släppt: 3 juni 2013 - Skivbolag: 4AD (CAD3314) - Format: LP, CD, digital nedladdning                                                                                              | 39  | 66 | 106 |
| "—" denoterar ett album som inte hamnade på den angivna topplistan. | |     |    |     |

### Andra album
| År   | Information |
| ---- | --- |
| 1999 | Rare UK Bird - Släppt: 19 december 1999 - Skivbolag: Quattro (quattro-014) - Format: CD - Minialbum som endast utgavs i Japan. |

## Singlar
| Titel                                                               | Släppt            | Skivbolag             | Format         | UK Singles Chart | Album                            |
| ------------------------------------------------------------------- | ----------------- | --------------------- | -------------- | ---------------- | -------------------------------- |
| "Park and Ride"                                                     | 2 mars 1998       | Andmoresound (and 09) | 7" vinyl       | —                | Ingen albumsingel                |
| "Your Sound"                                                        | 14 december 1998  | Andmoresound (and 11) | CD, 7" vinyl   | —                | Ingen albumsingel                |
| "Eighties Fan"                                                      | 25 juni 2001      | Andmoresound (and 16) | CD, 7" vinyl   | —                | Biggest Bluest Hi Fi             |
| "Teenager"                                                          | 26 maj 2003       | Elefant (ER-352)      | CD             | 182              | Underachievers Please Try Harder |
| "Keep It Clean"                                                     | 28 juni 2004      | Elefant (ER-355)      | CD             | —                | Underachievers Please Try Harder |
| "I Love My Jean"                                                    | 21 mars 2005      | Elefant (ER-358)      | CD, 7" vinyl   | 101              | Ingen albumsingel                |
| "Lloyd, I'm Ready to Be Heartbroken"                                | 15 maj 2006       | Elefant (ER-362)      | CD, 7" vinyl   | 124              | Let's Get Out of This Country    |
| "Let's Get Out of This Country"                                     | 11 september 2006 | Elefant (ER-364)      | CD, 7" vinyl   | 144              | Let's Get Out of This Country    |
| "If Looks Could Kill"                                               | 29 januari 2007   | Elefant (ER-366)      | CD, 7" vinyl   | 191              | Let's Get Out of This Country    |
| "Tears for Affairs"                                                 | 23 april 2007     | Elefant (ER-368)      | CD, 7" vinyl   | —                | Let's Get Out of This Country    |
| "French Navy"                                                       | 13 april 2009     | 4AD (AD 2912)         | CD, 7" vinyl   | 141              | My Maudlin Career                |
| "Honey in the Sun"                                                  | Augusti 2009      | 4AD                   | Promo-only CDR | —                | My Maudlin Career                |
| "The Sweetest Thing"                                                | 2 november 2009   | 4AD (AD 2926)         | 7" vinyl       | —                | My Maudlin Career                |
| "The Blizzard" / "Swans"                                            | 7 december 2009   | 4AD (AD 2937)         | 7" vinyl       | —                | My Maudlin Career                |
| "The Nights Are Cold"                                               | 17 maj 2010       | 4AD (AD 3X25)         | 7" vinyl       | —                | Ingen albumsingel                |
| "—" denoterar en singel som inte hamnade på den angivna topplistan. |                   |                       |                |                  |                                  |

## Musikvideor
| År   | Titel                                | Regissör       | Album                            |
| ---- | ------------------------------------ | -------------- | -------------------------------- |
| 1998 | "Your Sound"                         | Blair Young    | Ingen albumsingel                |
| 2002 | "Eighties Fan"                       | Stuart Murdoch | Biggest Bluest Hi-Fi             |
| 2003 | "Teenager"                           | Blair Young    | Underachievers Please Try Harder |
| 2004 | "Keep It Clean"                      | Blair Young    | Underachievers Please Try Harder |
| 2005 | "I Love My Jean"                     | Blair Young    | Ingen albumsingel                |
| 2006 | "Let's Get Out of This Country"      | Blair Young    | Let's Get Out of This Country    |
| 2007 | "If Looks Could Kill"                | Blair Young    | Let's Get Out of This Country    |
| 2007 | "Tears for Affairs"                  | Blair Young    | Let's Get Out of This Country    |
| 2008 | "Lloyd, I'm Ready to Be Heartbroken" | Blair Young    | Let's Get Out of This Country    |
| 2009 | "French Navy"                        | Blair Young    | My Maudlin Career                |
| 2009 | "The Sweetest Thing"                 | Blair Young    | My Maudlin Career                |